# Vladimir Rodić
Vladimir Rodić (in serbo Владимир Родић?; Belgrado, 7 settembre 1993) è un calciatore serbo naturalizzato montenegrino, centrocampista dell'Öster.

## Caratteristiche tecniche
È un esterno di centrocampo, che viene spesso impiegato sulla fascia destra ma che può comunque essere schierato sull'altro lato del campo.

## Carriera

### Club
Rodić ha svolto le giovanili tra Grafičar Belgrado e Rad Belgrado. Proprio con il Rad ha disputato due campionati serbi, dal 2013 al 2015. In precedenza era stato prestato a formazioni impegnate in terza serie, nei raggruppamenti territoriali della Voivodina (Palić) e di Belgrado (BASK e Srem Jakovo).
Nel luglio 2015 viene ufficializzato il suo passaggio agli svedesi del Malmö FF, a cui si è legato con un contratto fino al 2018. Nel mese successivo segna la rete decisiva che ha portato il Malmö ai play-off di Champions League ai danni degli austriaci del Red Bull Salisburgo.
Durante la stagione 2016, sotto la guida del nuovo allenatore Allan Kuhn, Rodić ha trovato meno spazio. Nel luglio 2016 è stato ceduto in Turchia al Karabükspor. Poco utilizzato dall'allenatore Igor Tudor, nel gennaio 2017 è stato prestato alla sua vecchia squadra serba del Rad fino al termine della stagione.
Nell'agosto 2017 è approdato in Danimarca al Randers, ma vi è rimasto solo per metà stagione dato che a gennaio, durante la pausa invernale, è stato ceduto ad un'altra squadra danese in lotta per non retrocedere, ovvero il Silkeborg. La squadra, tuttavia, non è poi riuscita a mantenere la categoria.
Nell'agosto del 2018 è stato quindi ceduto agli svedesi dell'Hammarby. Rodić è tornato così a giocare nel campionato di Allsvenskan a poco più di due anni dall'ultima parentesi, quando ancora indossava la maglia del Malmö FF.
Il 5 ottobre 2020 è passato ai norvegesi dell'Odd con la formula del prestito: ha scelto di vestire la maglia numero 7.
Rientrato all'Hammarby per fine prestito, è rimasto in rosa per quasi tutta la stagione 2021, durante la quale ha collezionato 21 presenze (di cui 12 da titolare) e segnato una rete. Non ha tuttavia potuto essere convocato per l'ultima giornata di campionato, in programma il 4 dicembre, poiché il suo contratto (non rinnovato dalla dirigenza) era scaduto il 1º dicembre.
Svincolato, nel febbraio 2022 ha firmato un biennale con l'Öster, squadra di seconda serie svedese.

### Nazionale
Non avendo ancora giocato alcuna partita con la Serbia, nell'ottobre 2015 Rodić ha accettato la prima convocazione nella Nazionale montenegrina del CT Branko Brnović, chiamata possibile per via delle origini del nonno materno.